# Antonio Graves
Antonio Dapreis Graves (* 17. April 1985 in Mansfield, Ohio) ist ein US-amerikanischer Basketballspieler. Nach dem Studium in seinem Heimatland wurde Graves Profi und spielte in US-amerikanischen Minor Leagues sowie europäischen Ligen. Nachdem er mit Giorgio Tesi Pistoia 2013 die Meisterschaft der Legadue und den Aufstieg in die höchste italienische Spielklasse Lega Basket Serie A geschafft hatte, spielte er die folgenden beiden Spielzeiten für den deutschen Erstligisten Artland Dragons. Nach dessen Rückzug kehrte Graves Anfang 2016 in die höchste deutsche Spielklasse zurück und spielt seitdem für die Crailsheim Merlins.

## Karriere
Nach dem Schulabschluss in seiner Geburtsstadt erhielt Graves 2003 ein Stipendium der University of Pittsburgh, wo er vier Jahre lang für die Hochschulmannschaft Panthers damals in der alten Big East Conference der NCAA spielte. 2004 verloren die Panthers, bei denen unter anderem mit Carl Krauser und „Junior“ Chevon Troutman ebenfalls zwei spätere Basketball-Bundesliga-Profis spielte, als Titelverteidiger die Neuauflage des Vorjahresfinales im Big East-Meisterschaftsturnier gegen die Huskies der University of Connecticut. In der landesweiten NCAA-Endrunde erreichte man wie im Vorjahr das Achtelfinale Sweet Sixteen, das gegen die Cowboys der Oklahoma State University verloren ging. Im folgenden Jahr 2005 konnte man dieses Niveau nicht halten und verlor bereits in der ersten Runde der NCAA-Meisterschaft. 2006 stand man erneut im Finale des Big East-Meisterschaftsturniers, das diesmal gegen die Orangemen der Syracuse University verloren ging. In der zweiten Runde des NCAA-Endrundenturniers verlor man jedoch gegen die Überraschungsmannschaft Braves der Bradley University. Ein Jahr später verlor Graves mit den Panthers zum dritten Mal ein Finalspiel des Big East-Turniers, diesmal gegen die Hoyas der Georgetown University. In der NCAA-Endrunde rettete man sich ins Achtelfinale, das gegen die favorisierten UCLA Bruins verloren ging. Während Graves’ Mannschaftskamerad Aaron Gray in der NBA-Draft 2007 ausgewählt wurde, blieb dieser von den Klubs der am höchsten dotierten Profiliga NBA unberücksichtigt.
Nach Studienende blieb Graves zunächst in Pittsburgh und spielte in der lokalen Profimannschaft Xplosion in der Minor League CBA, wo er sich für höhere Aufgaben empfehlen wollte. Nach dem Neustart dieser Liga 2001 befand diese sich erneut in der Krise, nachdem ihr mit der NBA Development League (D-League) eine ernsthafte Konkurrenz erwachsen war. Bevor die CBA schließlich 2009 eingestellt wurde, hatte Graves bereits zum Jahreswechsel 2007/2008 die Möglichkeit ergriffen, einen Vertrag in Europa zu unterschreiben. So spielte er ab Januar 2008 in der LNB Pro A für den Traditionsverein Élan Béarnais aus Pau im Südwesten Frankreichs. Trotz guter individueller Leistungen von Graves, der 20 Punkte pro Spiel erzielte und zum Spieler des Monats Februar 2008 ernannt wurde, verpasste der neunfache Meister auf dem neunten Platz den Einzug in die Play-offs um die Meisterschaft. In der Saison 2008/09 spielte Graves daraufhin in der Türkiye Basketbol Ligi für Galatasaray Café Crown aus Istanbul. Galatasaray verlor jedoch als Hauptrundenvierter klar die Play-off-Halbfinalserie gegen den Lokalrivalen und späteren Titelgewinner Efes Pilsen. In der Saison 2009/10 spielte Graves in Kroatien für KK Cibona aus Zagreb, für die er auch im höchsten europäischen Vereinswettbewerb EuroLeague 2009/10 mitwirkte. Im November 2009 überwarf sich Graves jedoch mit Vereinsführung und Trainer Velimir Perasović, weshalb er schließlich ab dem Januar 2010 in der höchsten israelischen Spielklasse Ligat ha’Al für Hapoel aus Cholon spielte. Der Meister von 2008 beendete die Saison jedoch nach nur sechs Siegen in 22 Spielen auf dem letzten Tabellenplatz und stieg ab.
Für die Saison 2010/11 kehrte Graves in die Türkei zurück und spielte in Bandırma für Banvit BK. Nach dem dritten Hauptrundenplatz und der historisch besten Platzierung in der Vorsaison spielte der Verein erstmals in einem Europapokalwettbewerb der ULEB. Im Eurocup 2010/11 schied man jedoch bereits nach der Vorrunde aus. Nach Problemen an der Wade bereits zu Beginn der Saison war Graves bei Banvit jedoch weit weniger produktiv als zwei Jahre zuvor bei Galatasaray und konnte ab Ende Januar 2011 wegen Verletzung kein Spiel mehr für den Verein absolvieren. In der D-League der Saison 2011/12 versuchte Graves bei den Charge aus Canton (Ohio) einen Neuanfang, doch konnte er in dieser Mannschaft keine herausgehobene Rolle spielen. Daher ging er für die Saison 2012/13 zurück nach Europa, wo er in der zweiten italienischen Liga Legadue für die Giorgio Tesi Group Baskets aus Pistoia spielte. Nachdem man das Finalspiel des Ligapokals der zweithöchsten Spielklasse noch verloren hatte, gewann man als Hauptrundenzweiter die Play-offs um den Aufstieg in die höchste Spielklasse, die der Vorgängerverein Olimpia Pistoia bereits sieben Jahre lang in den 1990er Jahren angehört hatte. Für die Basketball-Bundesliga 2013/14 bekam Graves einen Vertrag beim deutschen Erstligisten Artland Dragons aus Quakenbrück. Nach einem frühen Ausscheiden im erweiterten Eurocup 2013/14 erreichte die Mannschaft auf dem siebten Platz die Play-offs um die nationale Meisterschaft, in denen man in der ersten Runde den Titelverteidiger Brose Baskets entthronen konnte, der zuvor viermal in Folge die Meisterschaft gewonnen hatte. In der Play-off-Halbfinalserie unterlag man dann nach hartem Kampf in vier Spielen dem Pokalsieger Alba Berlin. In der folgenden Saison scheiterte man erneut früh im Eurocup und verpasste nach enttäuschendem Saisonverlauf auf dem elften Platz sogar den Einzug in die Play-offs der Basketball-Bundesliga 2014/15. Nach dem Saisonende zog der Hauptsponsor und Mäzen sein Engagement zurück und der Verein stellte sich komplett neu auf, wozu er die Mannschaft aus der höchsten Spielklasse in die dritthöchste Spielklasse ProB zurückzog. Graves blieb zunächst ohne einen neuen Vertrag, bevor er Ende Februar 2016 beim abstiegsbedrohten Erstligisten Merlins aus Crailsheim unterschrieb. Crailsheim beendete die Saison auf Platz 18 und stieg in die 2. Basketball-Bundesliga ProA ab.
Anfang September 2016 gaben die Fraport Skyliners bekannt, dass sie Graves verpflichten. Er erhält einen Vertrag bis Mitte Januar mit Option bis zum Saisonende.